# Liste von Jugendhilfe-Autoren
Die folgende Auflistung zeigt alphabetisch überwiegend deutschsprachige Autoren und Autorinnen, die sich mit dem Fachgebieten Jugendhilfe, Kinderschutz, Jugendhilferecht, Kindertagesbetreuung, Jugendstrafrecht, Heimerziehung, Familienberatung, Jugendarbeit und damit eng verwandter Thematiken befassen und die entweder in der deutschen Wikipedia namentlich bereits erfasst sind oder aufgrund zahlreicher Veröffentlichungen und/oder exponierter Rolle in der Jugendhilfe erfasst werden sollten. Außerdem erfasst die Liste nicht-deutschsprachige Autoren, die in der deutschen Wikipedia biografiert werden.

## Deutschsprachige Autoren
- Rainer Balloff
- Karin Böllert
- Jörg M. Fegert
- Manfred Günther
- Sigrun von Hasseln-Grindel
- Karl-Heinz Heinemann
- Wilhelm Heitmeyer
- Klaus Hurrelmann
- Manfred Kappeler
- Dieter Kreft
- Peter-Christian Kunkel
- Janusz Korczak
- Hans-Ullrich Krause
- Nadia Kutscher
- Manfred Liebel
- Christian Lüders
- Anton Semjonowitsch Makarenko
- Eberhard Mannschatz
- Jörg Maywald
- Andreas Müller (Richter)
- Albrecht Müller-Schöll
- Johannes Münder
- Howard W. Polsky
- Christa Preissing
- Thomas Rauschenbach
- Wolfgang Schröer
- Peter Schruth
- Rita Süssmuth
- Karlheinz Thimm
- Ulrike Urban-Stahl
- Sabine Walper
- Reinhard Wiesner
- Jürgen Zinneker